# 富田容甫
富田容甫（とみた よすけ、1923年1月3日 - 1984年6月23日）は、昭和期の北海道を代表する政治学者・行政学者。恩師は尾形典男。

## 来歴
千葉県安房郡北条町（現・館山市）出身。1943年旧制第二高等学校文科卒業。東北帝国大学法学部に入学するも、同じ年に召集令状によって大日本帝国陸軍戦車連隊に入隊。1945年復員。1947年東北帝国大学法学部卒業。
北海道帝国大学法文学部助手。1952年北海道学芸大学学芸学部札幌分校岩見沢分教場助教授に就任。1954年北海道学芸大学学芸学部札幌分校助教授。1957年北海道大学法学部助教授。1962年北海道大学法学部教授。1965年北海道大学評議員に就任。1976年北海道大学評議員に再度就任。1984年北海道大学在職中に逝去。
この他、北海道大学経済学部・文学部、札幌医科大学医学部、北海道教育大学教育学部旭川分校、藤女子大学文学部で非常勤講師も務めた。

## 研究領域
政治原理論、選挙の投票行動、地方政治論、地方自治論など政治学全般に渡る。また、生涯に渡ってハロルド・ラスキを研究した。

## 業績
- 『Ｈ・Ｊ・ラスキにおける自由』（北海道大學法學會論集 3号, 1953年）
- 尾形典男・十亀昭雄・中島哲と共著『北海道民のボーティング・ビヘービアの諸類型』（北海道大学法学会論集 4号, 1954年）
- 横越英一・鈴木安蔵編『ハロルド・ラスキ研究』（分担執筆, 勁草書房, 1954年）
- 永井陽之助・岡路市郎編『北海道』（分担執筆, 中央公論社, 1962年）
- 『我国の自治体政策』（北海道自治研究 23号, 1970年）
- 『世界の古典名著・総解説』（分担執筆, 自由国民社, 1976年）

## 門下生
- 阿部四郎 - 東北大学名誉教授、東北福祉大学教授
- 相内俊一 - 小樽商科大学名誉教授、元北海道教育大学助教授
- 清水昭典 - 北見工業大学名誉教授、札幌大学名誉教授
- 蓮池穣 - 札幌学院大学名誉教授
- 山本佐門 - 北海学園大学名誉教授